# Ordre de la Couronne du Royaume
L’ordre de la Couronne du Royaume (en malais : Darjah Utama Seri Mahkota Negara) est un ordre honorifique malaisien.

## Attribution
Créé en 1958, l'ordre ne possède qu'un rang et n'est conféré qu'à trente personnalités vivantes. 
L'attribution est faite par le souverain de Malaisie, aux dirigeants malais nouvellement nommés dans son État. Quinze, en dehors de ce total, sont conférés à des princes étrangers, chefs d'État étrangers et autres personnalités distinguées. 
Les membres de l'ordre ne portent aucun titre.

## Membres notables
- 1958 : Abdul Rahman, roi de Malaisie
- 1958 : Hisamuddin, sultan de Selangor
- 1958 : Ismail Nasiruddin, sultan de Terengganu
- 1958 : Harun Putra, sultan du Perlis
- 1961 : Yahya Petra, sultan de Kelantan
- 1961 : Salahuddin Abdul Aziz Shah, sultan de Selangor
- 1968 : Jaafar, sultan de Negeri Sembilan
- 1970 : Tunku Abdul Rahman, Premier ministre de Malaisie
- 1974 : Ahmad Shah, sultan de Pahang
- 1984 : Iskandar, sultan de Johor
- 1985 : Azlan Muhibuddin Shah, sultan de Perak
- 1999 : Mizan Zainal Abidin, sultan de Terengganu
- 2001 : Sirajuddin, sultan du Perlis
- 2011 : Muhammad Faris Petra, sultan de Kelantan
- 2012 : Haminah Hamidun, reine de Malaisie
- 2015 : Ibrahim Ismail, sultan de Johor
- 2019 : Abdullah Shah, sultan de Pahang

## Membres d'honneur
- 1958 : Omar Ali Saifuddien III, sultan de Brunei
- 1959 : Carlos P. Garcia, président des Philippines
- 1960 : Ngo Dinh Diem, président de la république du Vietnam du Sud (en)
- 1962 : Muhammad Ayub Khan, président du Pakistan
- 1962 : Bhumibol Adulyadej, roi de Thaïlande
- 1962 : Sirikit, reine consort de Thaïlande
- 1963 : Norodom Sihanouk, chefs d'État du Cambodge
- 1964 : Norodom Kantol, Premier ministre du Cambodge
- 1964 : Sisowath Kossamak, reine mère du Cambodge
- 1964 : Hirohito, empereur du Japon
- 1965 : Park Chung-hee, président de la Corée du Sud
- 1965 : Yuk Young-soo, Première dame de la Corée du Sud
- 1965 : Gamal Abdel Nasser, président de la république arabe d'Égypte
- 1965 : Hussein bin Talal, roi de Jordanie
- 1965 : Tahia Kazem, Première dame d'Egypte
- 1967 : Wilhelmine Lübke, épouse du président de l'Allemagne
- 1967 : Heinrich Lübke, président de l'Allemagne
- 1968 : Haile Selassie, empereur d'Éthiopie
- 1968 : Imelda Marcos, Première dame des Philippines
- 1968 : Ferdinand Marcos, président des Philippines
- 1968 : Mohammad Reza Pahlavi, empereur d'Iran
- 1968 : Farah Pahlavi, impératrice d'Iran
- 1970 : Akihito, prince héritier du Japon
- 1970 : Michiko, princesse du Japon
- 1970 : Suharto, président de la république d'Indonésie
- 1970 : Siti Hartinah, Première dame d'Indonésie
- 1972 : Élisabeth II, reine du Royaume-Uni
- 1980 : Hassanal Bolkiah, sultan de Brunei
- 1980 : Jaber Al-Ahmad Al-Sabah, émir du Koweït
- 1981 : Chun Doo-hwan, président de la Corée du Sud
- 1981 : Lee Soon-ja, Première dame de la Corée du Sud
- 1982 : Khaled ben Abdelaziz Al Saoud, roi d'Arabie saoudite
- 1982 : Nicolae Ceaușescu, président de Roumanie
- 1986 : Richard von Weizsäcker, président de l'Allemagne
- 1986 : Marianne von Weizsäcker, épouse du président de l'Allemagne
- 1988 : Roh Tae-woo, président de la Corée du Sud
- 1988 : Kim Ok-suk, Première dame de la Corée du Sud
- 1990 : Carlos Andrés Pérez, président du Venezuela
- 1991 : Carlos Salinas de Gortari, président du Mexique
- 1991 : Carlos Menem, président d'Argentine
- 1991 : Fernando Collor de Mello, président du Brésil
- 1991 : Qabus ibn Saïd, sultan d'Oman
- 1991 : Patricio Aylwin, président du Chili
- 1995 : Eduardo Frei Ruiz-Tagle, président du Chili
- 1995 : Fernando Henrique Cardoso, président du Brésil
- 1995 : Fidel Ramos, président des Philippines
- 1995 : Juan Carlos Ier, roi d'Espagne
- 1995 : Martti Ahtisaari, président de Finlande
- 1996 : Alberto Fujimori, président de la république du Pérou
- 1996 : Charles XVI Gustave, roi de Suède
- 1996 : Julio María Sanguinetti, président de l'Uruguay
- 1996 : Kim Young-sam, président de la Corée du Sud
- 1996 : Norodom Monineath, reine du Cambodge
- 1997 : Aleksander Kwaśniewski, président de la république de Pologne
- 1997 : Roman Herzog, président de l'Allemagne
- 1998 : Hassan Gouled Aptidon, président de Djibouti
- 2000 : Hamad bin Isa Al Khalifa, roi de Bahreïn
- 2001 : Andrés Pastrana Arango, président de Colombie
- 2001 : Fidel Castro, président de la république de Cuba
- 2002 : Stjepan Mesić, président de Croatie
- 2003 : Carlo Azeglio Ciampi, président de la République italienne
- 2005 : Silvia Sommerlath, reine consort de Suède
- 2007 : Susilo Bambang Yudhoyono, président de la république d'Indonésie
- 2009 : Michelle Bachelet, président du Chili
- 2010 : Hamad bin Khalifa Al Thani, émir du Qatar
- 2017 : Salmane ben Abdelaziz Al Saoud, roi d'Arabie saoudite
- 2019 : Saleha, reine consort de Brunei